# Elecciones presidenciales de Perú de 1829
Las elecciones presidenciales del Perú de 1829 fue un proceso electoral el cual tuvo por objetivo la elección de un nuevo Presidente Constitucional de la República Peruana.

## Antecedentes
En 1829, el presidente José de La Mar fue apresado y desterrado a Costa Rica por el mariscal Agustín Gamarra en confabulación con el general Antonio Gutiérrez de la Fuente que en Lima deponía al vicepresidente encargado del poder Manuel Salazar y Baquíjano, y asumió el gobierno con el título de Jefe Supremo.

## Desarrollo
Antonio Gutiérrez de la Fuente no quiso conservar el poder y renunció ante el Congreso. Éste, por votación, nombró Presidente Provisorio de la República al mariscal Agustín Gamarra y Vicepresidente a La Fuente. Se convocaron luego a las primeras elecciones populares del Perú. Agustín Gamarra obtuvo más de la mayoría absoluta de los colegios electorales de provincia exigidos por la Constitución y fue proclamado Presidente Constitucional por el Congreso, el 19 de diciembre de 1829.
El gobierno de Agustín Gamarra quiso ser lo opuesto al de José de La Mar, que había sido un esfuerzo constitucionalista. Gamarra dejó de lado la Constitución de 1828, pues no lo satisfizo por las limitaciones que establecía al Poder Ejecutivo. Instauró un gobierno autoritario y conservador.
- Datos: Q47496786